# Premis Max i Moritz
Els premis Max i Moritz són uns premis per comicbooks, tires de còmic, i altres materials similars que ha estat atorgat a cada biennal dels Espectacles de Còmics Internacionals d'Erlangen des de 1984. Es consideren els premis més importants de la literatura gràfica dels països de parla alemanya.

## Premiats

### 1984
- Millor Artista de Còmic de llengua alemanya: Chris Scheuer
- Millor Tira de Còmic: Hägar, per Dik Browne
- Millor Còmic de llengua alemanya / millor publicació relacionada: Edition Comic Art (series) (Carlsen Verlag)

### 1986
- Millor Artista de Còmic de llengua alemanya: Matthias Schultheiss
- Millor Tira de Còmic: Animal Crackers per Rog Bollen
- Millor Còmic de llengua alemanya / millor publicació relacionada:
  - Macao - Internationale Comics (Macao Books Wuppertal) 
  - Strapazin Comic Art Magazine (Zürich, Munich) Coeurs de sable, per Loustal & Paringaux (Verlag Schreiber und Leser, Munich) 
  - Peter and the Wolf, by Jörg Müller & Loriot (Verlag Sauerländer, Aarau, Frankfurt, Salzburg)

### 1988
- Millor Artista de Còmic de llengua alemanya: Franziska Becker
- Millor Tira de Còmic: Mafalda, per Quino
- Millor Còmic de llengua alemanya / millor publicació relacionada: A la recherche de Peter Pan, per Cosey (Carlsen Verlag)

### 1990
- Millor Artista de Còmic de llengua alemanya: Gerhard Seyfried
- Millor Tira de Còmic: Calvin & Hobbes, per Bill Watterson
- Millor Còmic de llengua alemanya / millor publicació relacionada:
  - Quotidiania delirante, per Miguelanxo Prado (Ehapa Verlag)
  - Watchmen, per Alan Moore & Dave Gibbons (Carlsen Verlag)
  - Volumes of Tardi's work (Edition Moderne)
  - Boxer Comic Art Magazine (Edition Kunst der Comics)
- Premi especial: Art Spiegelman, per Maus

### 1992
- Millor Artista de Còmic de llengua alemanya: Ralf König
- Millor Tira de Còmic: B.C., per Johnny Hart
- Millor Còmic de llengua alemanya / millor publicació relacionada:
  - Peter Pan, per Régis Loisel (Ehapa Verlag)
  - Théodore Poussin, per Franc Le Fel (Carlsen Verlag)
  - Les pionniers de l'aventure humaine, per François Boucq (Alpha Comic Verlag)
  - Dau Bibliothek der großen Còmic-Klassiker (sèrie) (Carlsen Verlag)
  - Fires, per Lorenzo Mattotti (Edition Kunst der Comics)
- Premi especial per la trajectòria professional : Alberto Breccia

### 1993 (a Hamburg)
- Millor Artista de Còmic de llengua alemanya: Walter Moers
- Millor Tira de Còmic o Cartoon Sèrie: The Far Side, per Gary Larson
- Millor Còmic de llengua alemanya / millor publicació relacionada:
  - Domèstic: Es ist ein Arschloch, Maria!, per Walter Moers (Eichborn Verlag)
  - Importació: L'Uomo alla Finestra, per Lorenzo Mattotti & Lilia Ambrosi (Edició Kunst der Còmics)
  - Humor: Myrtil Fauvette, per Riff Reb's (Feest Comics)
  - Per Nens i Joves: Jimmy Boy, per Dominique David (Carlsen Verlag)
  - Publicació Sobre Còmics: Entretiens avec Moebius, per Numa Sadoul (Carlsen Verlag)
  - Còmic autopublicat: Artige Zeiten, per Andreas Michalke
- Premi especial per la trajectòria professional : Carl Barks

### 1994
- Millor Artista de Còmic de llengua alemanya: Hendrik Dorgathen
- Millor Tira de Còmic o Cartoon Sèrie: Captain Star, per Steven Appleby
- Millor Còmic de llengua alemanya / millor publicació relacionada:
  - Domèstic: Der unschuldige Passagier, per Martin tom Dieck (Arbeitskreis Stadtzeichner Alsfeld)
  - Importació: Foligatto, per Nicolas de Crécy & Alexios Tjoyas (Ehapa Verlag)
  - Importació: Jeux pour mourir, per Jacques Tardi (Edition Moderne)
  - Importació: Red Road, per Derib (Carlsen Verlag)
  - Per Nens i Joves: Full Moon Soup, per Alastair Graham (Bertelsmann Verlag)
- Millor Guionista Internacional: Jean van Hamme
- Premi especial del Jurat: Mecki - Einer für alle, per Eckart Sackmann (comicplus+)
- Premi especial per la trajectòria professional: Eisner

### 1996
- Millor Artista de Còmic de llengua alemanya: Thomas Ott
- Millor Tira de Còmic o Cartoon Sèrie: Mutts, per Patrick McDonnell
- Millor Còmic de llengua alemanya / millor publicació relacionada:
  - Domèstic: Lovecraft, per Reinhard Kleist & Roland Hueve (Ehapa Verlag)
  - Importació: Sant-Exupéry - le dernier vol, per Hugo Pratt (Ehapa Verlag)
  - Importació: Zoo, per Franc Pé & Philippe Bonifay (Splitter Verlag)
  - Per Nens i Joves: John Chatterton détective, per Yvan Pommaux (Moritz Verlag)
  - Publicació Sobre Còmics: 100 Jahre Tires de Còmic, per Bill Blackbeard, et al. (Carlsen Verlag)
- Millor Guionista Internacional: Pierre Christin
- Premi especial del Jurat: Dr. Dietmar Hahlweg, alcalde previ de la ciutat de Erlangen
- Premi especial per la trajectòria professional : André Franquin

### 1998
- Millor Artista de Còmic de llengua alemanya: Bernd Pfarr
- Millor Tira de Còmic o Cartoon Sèrie: Dilbert, per Scott Adams
- Millor Còmic de llengua alemanya / millor publicació relacionada:
  - Domèstic: Wüttner, per Haimo Kinzler (Zwerchfell Verlag)
  - Importació: City of Glass, per David Mazzucchelli & Paul Karasik (Rowohlt)
  - Per Nens i Joves: Illustrierte Kinderklassiker (sèrie) (Ehapa Verlag)
- Millor Guionista Internacional: Neil Gaiman
- Premi especial del Jurat: Le Guide des cités, per François Schuiten & Benoît Peeters (Ehapa Verlag)
- Premi especial per la trajectòria professional: Robert Crumb

### 2000
- Millor Artista de Còmic de llengua alemanya: Martin tom Dieck
- Millor Tira de Còmic o Cartoon Sèrie:
  - Internacional: Zits, per Jerry Scott i Jim Borgman
  - Domèstic: Touché, per Thomas Körner
- Millor Còmic de llengua alemanya / millor publicació relacionada:
  - Domèstic: Geteilter Traum, per Daniel Bosshart (Edició Moderne)
  - Importació: Approximate Continuum Comics, per Lewis Trondheim (Reprodukt)
  - Per Nens i Joves: The Wind in the Willows, per Michel Plessix (Carlsen Verlag)
  - Publicació Sobre Còmics: Dau deutschsprachige Còmic-Fachpresse, per Eckart Sackmann (comicplus+)
- Millor Guionista Internacional: Alan Moore
- Premi especial del Jurat: El Llarg i Unlearned Vida de Roland Gethers, per Shane Simmons (Maro Verlag)
- Premi especial per la trajectòria professional: Moebius/Jean Giraud

### 2002
- Millor artista de Còmic en llengua alemanya: Peter Puck
- Millor Tira de Còmic o Cartoon Sèrie:
  - Internacional: Liberty Meadows de Frank Cho
  - Domèstic: Perscheids abismes de martin Perscheid
- Millor Còmic de llengua alemanya / millor publicació relacionada:
  - Auto-producció: Moga Mobo - 100 obres mestres de la literatura universal
  - Importació: Noia perduda per Nabiel Kanan, Perdut Còmic
  - Nens: Metge Dodo escriu un llibre per Ole Könnecke, Carlsen Verlag
  - per als joves: Igual que a la vida real: Herzstolpern de Carlos Trillo / Laura Scarpa, Negre Edició Blob
  - Literatura Secundària: Rendició, Revista de Literatura Gràfiques per ordinador, Volker Hamann (ed.), Edició Alfons
- Millor guionista Internacional: Frank Giroud
- Premi Especial del Jurat: Karl Manfred Fischer, creador i director del Saló del Còmic de Erlangen
- Premi especial per la trajectòria professional: José Antonio Muñoz

### 2004
- Millor artista de Còmic en llengua alemanya: Ulf K.
- Millor Tira de Còmic o Cartoon Sèrie: Strizz de Volker Reiche
- Millor Còmic de llengua alemanya / millor publicació relacionada:
  - Auto-producció: Held de Flix, Carlsen Verlag
  - Auto-producció: Leviathan de Jens Harder, Editions de l'An 2
  - Importació: Persepolis de Marjane Satrapi, Edition Moderne
  - Infantil i juvenil: W.I.T.C.H. d'Elisabetta Gnone u. a.:, Egmont Ehapa Verlag
- Millor guionista Internacional: Joann Sfar
- Premi Especial del Jurat: 36 Ansichten des Eiffelturms de André Juillard, Salleck Publications
- Premi especial per la trajectòria professional: Albert Uderzo

### 2006
- Millor artista de Còmic en llengua alemanya: Volker Reiche
- Millor Tira de Còmic o Cartoon Sèrie: Doonesbury de Garry Trudeau
- Millor Còmic de llengua alemanya / millor publicació relacionada:
  - Auto-producció: Das Unbehagen de Nicolas Mahler, Edition Moderne
  - Importació: Die Unschuldigen de Gipi, avant-verlag
  - Japó: Barfuß durch Hiroshima de Keiji Nakazawa, Carlsen Verlag
  - Infantil i juvenil: Jónas Blondal de Jens F. Ehrenreich, Epsilon Verlag
- Millor guionista Internacional: Max Goldt
- Premi Especial del Jurat: Ralf König, für seine künstlerische Stellungnahme im Streit um die „Mohammed-Karikaturen“
- Premi especial per la trajectòria professional: Jacques Tardi

### 2008
- Millor artista de Còmic en llengua alemanya: Anke Feuchtenberger
- Millor Tira de Còmic o Cartoon Sèrie: Flaschko – Der Mann in der Heizdecke de Nicolas Mahler
- Millor Còmic de llengua alemanya / millor publicació relacionada:
  - Auto-producció: Cash – I See a Darkness de Reinhard Kleist, Carlsen Verlag
  - Importació: Die heilige Krankheit de David B., Edition Moderne
  - Japan: Vertraute Fremde de Jirō Taniguchi, Carlsen Verlag
  - Infantil i juvenil: Der 35. Mai de Isabel Kreitz, Cecilie Dressler Verlag
  - Publicació educativa: PlusPlus, Zu Hause bei plus plus
- Millor guionista Internacional: Olivier Ka
- Premi Especial del Jurat:
  - Hannes Hegen
  - Hansrudi Wäscher
- Premi especial per la trajectòria professional: Alan Moore

### 2010
- Millor artista de Còmic en llengua alemanya: Nicolas Mahler
- Millor Tira de Còmic o Cartoon Sèrie: Prototyp und Archetyp de Ralf König
- Millor Còmic de llengua alemanya / millor publicació relacionada:
  - Auto-producció: Alpha. Directions de Jens Harder, Carlsen Verlag
  - Importació: Pinocchio de Winshluss, avant-verlag
  - Infantil i juvenil: Such dir was aus, aber beeil dich! Kindsein in zehn Kapiteln de Nadia Budde, S. Fischer Verlag
  - Publicació educativa: Strichnin de der Hochschule Augsburg
- Preu del públic: Heute ist der letzte Tag vom Rest deines Lebens de Ulli Lust, avant-verlag
- Premi Especial del Jurat: Salleck Publications und der Carlsen Verlag für ihre Will Eisner-Ausgaben Die Spirit Archive (Salleck) und Ein Vertrag mit Gott. Mietshausgeschichten (Carlsen)
- Premi especial per la trajectòria professional: Pierre Christin

### 2012
- Millor artista de Còmic en llengua alemanya: Isabel Kreitz
- Millor Còmic internacional: Gaza de Joe Sacco, Edition Moderne
- Millor Còmic en llengua alemanya: Packeis de Simon Schwartz, avant-verlag
- Millor Tira de Còmic o Cartoon Sèrie: Schöne Töchter de Flix
- Millor còmic per infants: Das tapfere Prinzlein und die sieben Zwergbären de Émile Bravo, Carlsen Verlag
- Millor publicació educativa: Ampel Magazin de der Hochschule Luzern – Design & Kunst
- Premi del públic: Grablicht de Daniela Winkler, Droemer Knaur
- Premi Especial del Jurat: Rossi Schreiber für ihre Pionierarbeit und ein großes Abenteuer als Comic-Verlegerin (Schreiber & Leser)
- Premi especial per la trajectòria professional: Lorenzo Mattotti

### 2014
- Millor artista de Còmic en llengua alemanya: Ulli Lust
- Millor Còmic internacional: Billy Bat de Naoki Urasawa und Takashi Nagasaki, Carlsen Verlag
- Millor Còmic en llengua alemanya: Kinderland de Mawil, Reprodukt
- Millor Còmic en llengua alemanya-Strip: Totes Meer de 18 Metzger
- Millor còmic per infants: Hilda und der Mitternachtsriese de Luke Pearson, Reprodukt
- Millor publicació educativa: Triebwerk de der Kunsthochschule Kassel
- Premi del públic: Schisslaweng de Marvin Clifford, www.schisslaweng.net
- Premi Especial del Jurat: Tina Hohl und Heinrich Anders für ihre Übertragung von Jimmy Corrigan (Reprodukt) ins Deutsche
- Premi especial per la trajectòria professional: Ralf König

### 2016
- Millor artista de Còmic en llengua alemanya: Barbara Yelin
- Millor Còmic internacional: Ein Sommer am See de Mariko Tamaki und Jilian Tamaki, Reprodukt
- Millor Còmic en llengua alemanya: Madgermanes de Birgit Weyhe, avant-verlag
- Millor Còmic en llengua alemanya-Strip: Das Hochhaus. 102 Etagen Leben de Katharina Greve
- Millor còmic per infants: Kiste de Patrick Wirbeleit und Uwe Heidschötter, Reprodukt
- Millor publicació educativa: Wunderfitz de der Münster School of Design
- Premi del públic: Crash 'n' Burn de Mikiko Ponczeck, Tokyopop
- Premi Especial del Jurat:
  - Rénald Luzier („Luz“) für den Band Katharsis, S. Fischer Verlag
  - avant-Verlag für seine Verdienste um die Pflege des kulturellen Erbes
- Premi especial per la trajectòria professional: Claire Bretécher[4]

### 2018
- Millor artista de Còmic en llengua alemanya: Reinhard Kleist
- Millor Còmic internacional: Esthers Tagebücher de Riad Sattouf, Reprodukt
- Millor Còmic en llengua alemanya: Wie ich versuchte, ein guter Mensch zu sein de Ulli Lust, Suhrkamp
- Millor Còmic en llengua alemanya-Strip: Das Leben ist kein Ponyhof de Sarah Burrini
- Millor còmic per infants: Die drei ??? – Das Dorf der Teufel de Ivar Leon Menger, John Beckmann und Christopher Tauber, Kosmos
- Millor publicació educativa: Paradies de der HBKsaar
- Premi del públic: NiGuNeGu de Oliver Mielke i Hannes Radke, Pyramond
- Premi Especial del Jurat: Paul Derouet
- Premi especial per la trajectòria professional: Jean-Claude Mézières

### 2020 (digital)
- Millor artista de Còmic en llengua alemanya: Anna Haifisch
- Millor Còmic internacional: Am liebsten mag ich Monster de Emil Ferris, Übersetzung: Torsten Hempelt, Panini Comics
- Millor Còmic en llengua alemanya: Der Umfall de Mikaël Ross, avant-verlag
- Millor Còmic de debut en llengua alemanya: Wie gut, dass wir darüber geredet haben de Julia Bernhard, avant-verlag
- Millor Tira de Còmic en llengua alemanya: Busengewunder. Meine feministischen Kolumnen de Lisa Frühbeis
- Millor còmic per infants: Manno! Alles genau so in echt passiert de Anke Kuhl, Klett Kinderbuch
- Premi del públic: Schweres Geknitter de @kriegundfreitag, Lappan Verlag
- Premi Especial del Jurat: David Basler (Edition Moderne, Strapazin)
- Premi especial per la trajectòria professional: Anke Feuchtenberger